# Zona Sur (Circuito de Baloncesto de la Costa del Pacífico)
La Zona Sur fue una de las 2 divisiones de equipos que formaron parte del Circuito de Baloncesto de la Costa del Pacífico. Hasta la temporada 2010 estuvo integrada por 6 equipos, cuyas sedes se encontraban geográficamente más hacia la parte sur del país de entre los 12 equipos que formaban parte de la liga.

## Historia
Fue creada, junto con la Zona Norte, para la temporada de 2007 del CIBACOPA. En cada zona un equipo resultaba campeón de esta y se enfrentaba al campeón de la otra zona en una serie final, de la que salía el campeón absoluto de la liga.

## Equipos Temporada 2010
| Circuito de Baloncesto de la Costa del Pacífico 2010 |                        |                                 |
| Equipo                                               | Localidad              | Pabellón                        |
| Caballeros de Culiacán                               | Culiacán, Sinaloa      | Polideportivo Juan S Millán     |
| Coras UAN de Tepic                                   | Tepic, Nayarit         | Mesón de los Deportes de la UAN |
| Frayles de Guasave                                   | Guasave, Sinaloa       | Gimnasio "Luis Estrada Medina"  |
| Lobos UAD de Mazatlán                                | Mazatlán, Sinaloa      | Lobo Dome                       |
| Pioneros de Los Mochis                               | Los Mochis, Sinaloa    | Auditorio "Benito Juárez"       |
| Trigueros de Ciudad Obregón                          | Ciudad Obregón, Sonora | Gimnasio "Manuel Lira García"   |